# Isle of Wight (Virginia)
Isle of Wight település az Amerikai Egyesült Államok Virginia államában, Isle of Wight megyében, melynek megyeszékhelye is. 

## Népesség
A település népességének változása: